# Mūsų kalba
Mūsų kalba („nasz język”) – litewskie czasopismo językoznawcze wydawane w latach 1968–1989, poruszające zagadnienia z dziedziny kultury języka. Zajmowało się krytyką językową.
Jego redaktorem naczelnym był Aldonas Pupkis.